# Lycaena melania
Lycaena melania är en fjärilsart som beskrevs av Jean-Baptiste Capronnier 1889. Lycaena melania ingår i släktet Lycaena och familjen juvelvingar. Inga underarter finns listade i Catalogue of Life.